# Michael Kwan Ching-kit
Michael Kwan Ching-kit (jiaxiang: Guangdong, Nanhai) is een Hongkongse Cantopopzanger. Daarnaast is hij een architect. Hij heeft de Amerikaanse nationaliteit en kan dus worden gezien als Chinese Amerikaan. Zijn familienaam is Kwan en zijn Chinese voornaam is Ching-kit.
Meneer Kwan werd geboren in 1949 in Hongkong. Hij volgde onderwijs op de St. Paul's Co-educational College en deed examen in 1969. Hij studeerde op de University of Hong Kong en haalde daar zijn bachelordiploma in de architectuur.